# Cristina Fernández de Kirchner
Cristina Elisabet Fernández (La Plata, 19. veljače 1953.), poznata i po nazivu Cristina Kirchner, je argentinska političarka i bivša predsjednica Argentine. Ona je bivša žena nekdašnjeg predsjednika Argentine, Néstora Kirchnera i bivša senatorica za pokrajinu Buenos Aires. 

## Politička karijera
Fernández je otpočela svoju političku karijeru 1970-ih godina. Izabrana je za upraviteljicu provincijalne legislature Santa Cruza 1989. godine, a potom ponovno izabrana za istu funkciju 1993. godine.
Dne 30. listopada 2007. do 9. prosinca 2015. godine postala je prva žena u povijesti Argentine koja je postala predsjednicom države, zamijenivši tako na toj funkciji svoga muža Nestora Kirchnera. Gospođa Kirchner dobila je skoro 44% glasova, blizu 22% više od svoje najveće rivalke, Elise Carrio. Na izborima 2011. godine u listopadu je uvjerljivo pobijedila ostale kandidate i tako si osigurala drugi mandat. U prosincu je objavljeno da ima rak štitnjače i da će ju 20 dana zamjenjivati potpredsjednik.

## Vanjske poveznice
|  | Zajednički poslužitelj ima stranicu o temi Cristina Fernández de Kirchner    |
|  | Zajednički poslužitelj ima još gradiva o temi Cristina Fernández de Kirchner |

- Službena stranica - Cristina Fernández de Kirchner
- Senat Republike Argentine